# Composizioni di Nikolaj Andreevič Rimskij-Korsakov

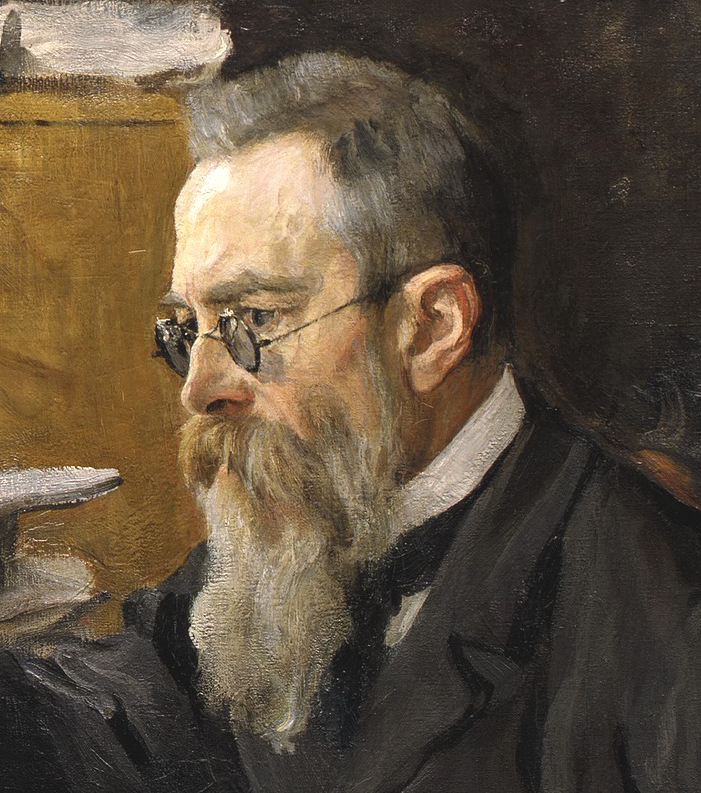
Rimskij-Korsakov nel 1898.

Lista delle composizioni di Nikolaj Andreevič Rimskij-Korsakov (1844-1908), ordinate per genere.

## Opere liriche
| Opus | Titolo                                                                 | Periodo                                                         | Libretto                                    | Note |
| ---- | ---------------------------------------------------------------------- | --------------------------------------------------------------- | ------------------------------------------- | --- |
|      | La fanciulla di Pskov                                                  | 1868-72; 1876-77 (prima revisione); 1891-92 (seconda revisione) | Nikolaj Rimskij-Korsakov                    | |
|      | Mlada                                                                  | 1872                                                            | Viktor Krylov                               | Incompiuta; lavoro in collaborazione con Cezar' Kjui, Ludwig Minkus, Modest Musorgskij, e Aleksandr Borodin. |
|      | Notte di maggio                                                        | 1878-79                                                         | Nikolaj Rimskij-Korsakov                    | |
|      | Sneguročka                                                             | 1880-81                                                         | Nikolaj Rimskij-Korsakov                    | |
|      | Mlada                                                                  | 1889-90                                                         | Viktor Krylov, Nikolaj Rimskij-Korsakov     | |
|      | La notte prima di Natale                                               | 1894-95                                                         | Nikolaj Rimskij-Korsakov                    | |
|      | Il barbiere di Baghdad                                                 | 1895                                                            |                                             | Opera in un atto incompiuta.                                                                                 |
| 48   | Mozart e Salieri                                                       | 1895-96                                                         | Aleksandr Puškin                            | |
|      | Sadko                                                                  | 1897                                                            | Nikolaj Rimskij-Korsakov, Vladimir Bel'skij | |
| 54   | La boiarda Vera Šeloga                                                 | 1898                                                            | Nikolaj Rimskij-Korsakov                    | |
|      | La fidanzata dello zar                                                 | 1898                                                            | Il'ja Tjumenev                              | |
|      | La fiaba dello zar Saltan                                              | 1899-1900                                                       | Vladimir Bel'skij                           | |
|      | Servilia                                                               | 1900-01                                                         | Nikolaj Rimskij-Korsakov                    | |
|      | Kaščej l'immortale                                                     | 1901-02                                                         | Nikolaj Rimskij-Korsakov                    | |
|      | Pan Voevoda                                                            | 1902-03                                                         | Il'ja Tjumenev                              | |
|      | La leggenda dell'invisibile città di Kitež e della fanciulla Fevronija | 1903-04                                                         | Vladimir Bel'skij                           | |
|      | La terra e il cielo                                                    | 1905                                                            | Vladimir Bel'skij                           | Progettata.                                                                                                  |
|      | Stenka Razin                                                           | 1905                                                            | Vladimir Bel'skij                           | Progettata.                                                                                                  |
|      | Il gallo d'oro                                                         | 1906-07                                                         | Vladimir Bel'skij                           | |

## Opere orchestrali
| Opus | Titolo                                                                                  | Periodo                                                                        | Note |
| ---- | --------------------------------------------------------------------------------------- | ------------------------------------------------------------------------------ | --- |
| 1    | Sinfonia n. 1 in mi minore                                                              | 1861-65, 1884 (revisione)                                                      | In origine era in mi bemolle minore.                                                                              |
| 28   | Ouverture su tre temi russi                                                             | 1866, 1879-80 (revisione)                                                      | La seconda versione anche in arrangiamento per pianoforte a quattro mani.                                         |
|      | Sinfonia in si minore                                                                   | 1866-69                                                                        | Incompiuta, alcune musiche vennero riutilizzate nell'opera Sneguročka.                                            |
| 5    | Sadko, quadro musicale                                                                  | 1867, 1869 (prima revisione), 1891-92 (seconda revisione)                      | |
| 6    | Fantasia su temi serbi                                                                  | 1867, 1886-87 (revisione)                                                      | Conosciuta anche come Fantasia serba, la versione originale anche in arrangiamento per pianoforte a quattro mani. |
| 9    | Antar, suite sinfonica                                                                  | 1868, 1875 (prima revisione), 1897 (seconda revisione), 1903 (terza revisione) | In origine denominata Sinfonia n. 2, fu in seguito riclassificata come suite sinfonica.                           |
| 32   | Sinfonia n. 3 in do maggiore                                                            | 1866-73, 1886 (revisione)                                                      | |
|      | Concerto per trombone e orchestra di fiati in si bemolle maggiore                       | 1877                                                                           | |
|      | Ouverture e intermezzi per il dramma di Lev Mej La fanciulla di Pskov                   | 1877, 1881-82 (revisione)                                                      | |
|      | Concerto per clarinetto e orchestra di fiati in mi bemolle maggiore                     | 1878                                                                           | |
|      | Variazioni su un tema di Glinka per oboe e orchestra di fiati in sol minore             | 1878                                                                           | |
| 29   | Fiaba, poema sinfonico                                                                  | 1879-80                                                                        | Anche in arrangiamento per pianoforte a quattro mani.                                                             |
| 31   | Sinfonietta su temi russi in la minore                                                  | 1879-84                                                                        | Adattamento dei primi tre movimenti del quartetto per archi su temi russi.                                        |
| 30   | Concerto per pianoforte e orchestra in do diesis minore                                 | 1882-83                                                                        | Anche in arrangiamento per due pianoforti.                                                                        |
|      | Sinfonia n. 4 in re minore                                                              | 1884                                                                           | Incompiuta, solo alcuni abbozzi dello Scherzo.                                                                    |
| 33   | Fantasia concertante su temi russi per violino e orchestra                              | 1886-87                                                                        | Anche in arrangiamento per violino e pianoforte.                                                                  |
| 34   | Capriccio spagnolo                                                                      | 1887                                                                           | Anche in arrangiamento per pianoforte a quattro mani.                                                             |
|      | Fantasia piccolorussa                                                                   | 1887                                                                           | Incompiuta, solo alcuni abbozzi.                                                                                  |
| 35   | Shahrazād, suite sinfonica                                                              | 1888                                                                           | Anche in arrangiamento per pianoforte a quattro mani.                                                             |
| 36   | La grande Pasqua russa, ouverture                                                       | 1888                                                                           | Anche in arrangiamento per pianoforte a quattro mani.                                                             |
|      | Mazurka su temi popolari polacchi per violino e orchestra                               | 1888                                                                           | Anche in arrangiamento per violino e pianoforte.                                                                  |
|      | Suite dall'opera Sneguročka                                                             | 1895                                                                           | |
|      | Una notte sul monte Triglav, poema sinfonico                                            | 1899-1901                                                                      | Ricavato dal terzo atto di Mlada.                                                                                 |
|      | Suite dall'opéra-ballet Mlada                                                           | 1904                                                                           | |
| 57   | Suite dall'opera La fiaba dello Zar Saltan                                              | 1901                                                                           | |
|      | Suite dall'opera La notte prima di Natale                                               | 1903                                                                           | |
| 59   | Suite dall'opera Pan Voevoda                                                            | 1903-04                                                                        | |
| 61   | Sulla Tomba, preludio in memoria di M. P. Beljaev                                       | 1904                                                                           | Anche in arrangiamento per pianoforte a quattro mani.                                                             |
| 62   | Canzone russa (Dubinuška)                                                               | 1905, 1906 (revisione)                                                         | La revisione è con parti corali ad libitum ed è anche in arrangiamento per pianoforte a quattro mani.             |
|      | Augurio                                                                                 | 1907                                                                           | Per il compleanno di Aleksandr Glazunov.                                                                          |
|      | Suite dall'opera La leggenda dell'invisibile città di Kitež e della fanciulla Fevronija | 1907                                                                           | |
|      | Suite dall'opera Il gallo d'oro                                                         | 1907                                                                           | Arrangiata dopo la morte del compositore da Aleksandr Glazunov e Maksimilian Štejnberg.                           |
|      | La fiaba del pescatore e del pesciolino                                                 | 1907                                                                           | Incompiuto. |
| 63   | Canzonetta napoletana                                                                   | 1907                                                                           | Arrangiamento di Funiculì funiculà, anche in versione per pianoforte a quattro mani.                              |

## Musica da camera
| Opus | Titolo                                                                               | Periodo  | Note |
| ---- | ------------------------------------------------------------------------------------ | -------- | --- |
| 12   | Quartetto per archi in fa maggiore                                                   | 1875     | |
|      | Quintetto per flauto, clarinetto, fagotto, corno e pianoforte in si bemolle maggiore | 1876     | |
|      | Sestetto per archi in la maggiore                                                    | 1876     | |
|      | Quartetto per archi su temi russi                                                    | 1878-79  | I primi 3 movimenti orchestrati nella Sinfonietta su temi russi, l'ultimo pubblicato a parte come Al monastero e arrangiato per pianoforte a quattro mani come In chiesa                                |
|      | Canzonetta e tarantella per due clarinetti                                           | 1883-94? | |
|      | Variazioni su un corale per quartetto d'archi in sol minore                          | 1885     | |
|      | Allegro in si bemolle maggiore                                                       | 1886     | Primo movimento del quartetto per archi collaborativo B-la-F con Anatolij Ljadov, Aleksandr Borodin e Aleksandr Glazunov                                                                                |
|      | Girotondo in re maggiore                                                             | 1888     | Finale del quartetto per archi collaborativo Gli onomastici, con Aleksandr Glazunov e Anatolij Ljadov, anche arrangiato per pianoforte a quattro mani                                                   |
|      | Notturno per quattro corni in fa maggiore                                            | 1888     | |
|      | Due duetti per due corni in fa maggiore                                              | 1888?    | |
| 37   | Serenata per violoncello e pianoforte                                                | 1893     | Anche arrangiata per violoncello e orchestra (1903) |
|      | Trio per pianoforte in do minore                                                     | 1897     | Incompiuto, completato dal genero del compositore Maksimilian Štejnberg (1939) |
|      | Quartetto per archi in sol maggiore                                                  | 1897     | |
|      | Variazioni su un tema russo per quartetto d'archi                                    | 1899     | Solo la variazione n. 4 per un lavoro collaborativo con Nikolaj Arcybušeb, Aleksandr Skrjabin, Aleksandr Glazunov, Anatolij Ljadov, Jāzeps Vītols, Feliks Blumenfel'd, Viktor Eval'd e Nikolaj Sokolov. |
|      | Allegro per quartetto d'archi in si bemolle maggiore                                 | 1899     | Per la serie di pezzi per quartetto d'archi in collaborazione I venerdì, libro 2, n. 1. |

## Opere per pianoforte
| Opus | Titolo                                                                                    | Periodo | Note |
| ---- | ----------------------------------------------------------------------------------------- | ------- | --- |
|      | Ouverture                                                                                 | 1855?   | Incompiuta, perduta. |
|      | Allegro in re minore                                                                      | 1859-60 | Perduto. |
|      | Variazioni su un tema russo                                                               | 1859-60 | Perdute. |
|      | Marcia funebre                                                                            | 1860?   | Perduta. |
|      | Notturno in si bemolle minore                                                             | 1860?   | Perduto. |
|      | Scherzo in do minore                                                                      | 1860?   | Per pianoforte a quattro mani, perduto. |
| 17   | Sei fughe                                                                                 | 1875    | |
|      | Tre fughette su temi russi                                                                | 1875    | |
|      | Fuga in do maggiore                                                                       | 1875    | Anche per pianoforte a quattro mani. |
|      | Tre fughe                                                                                 | 1875    | |
|      | Sei fughe                                                                                 | 1875    | |
|      | Fuga in sol minore                                                                        | 1875-76 | |
| 15   | Tre pezzi 1 Valzer 2 Romanza 3 Fuga                                                       | 1875-76 | |
| 11   | Quattro pezzi 1 Impromptu 2 Novelette 3 Scherzino 4 Étude                                 | 1876-77 | |
| 10   | Sei variazioni sul tema BACH 1 Valzer 2 Intermezzo 3 Scherzo 4 Notturno 5 Preludio 6 Fuga | 1878    | |
|      | Parafrasi su tema preferito e obbligato                                                   | 1878    | Fa parte di una raccolta di pezzi di Borodin, Kjui, Ljadov e Rimskij-Korsakov. La seconda edizione include pezzi di Franz Liszt e Nikolaj Ščerbačov; per pianoforte a tre mani. |
|      | Variazioni su un tema di Miša                                                             | 1878-79 | Per pianoforte a tre mani, basate su un tema del figlio del compositore Michail.                                                                                                |
|      | Quadriglia                                                                                | 1885    | Contributo a un lavoro collaborativo con Nikolaj Arcybušeb, Jāzeps Vītols, Anatolij Ljadov, Nikolaj Sokolov e Aleksandr Glazunov.                                               |
| 38   | Due pezzi 1 Prélude-Impromptu 2 Mazurka                                                   | 1894    | Contributo ad un album collaborativo per Vasilij Bessel. |
|      | Allegretto in do maggiore                                                                 | 1895    | |
|      | Preludio in sol maggiore                                                                  | 1896    | |
|      | Intermezzo fugato                                                                         | 1897    | Per pianoforte a quattro mani, pensato per l'opera Mozart e Salieri. |
|      | Variazioni su un tema russo                                                               | 1899    | Solo tema e variazione n. 1 per un lavoro collaborativo con Aleksandr Winkler, Feliks Blumenfel'd, Jāzeps Vītols, Anatolij Ljadov, Nikolaj Sokolov e Aleksandr Glazunov.        |
|      | Canzonetta (in modo dorico)                                                               | 1901    | |

## Canzoni
Tutte le composizioni sono per voce e pianoforte, se non indicato diversamente.
| Opus | Titolo | Periodo                | Testo | Note |
| ---- | --- | ---------------------- | --- | --- |
|      | Бабочка (La farfalla) | 1855                   | | Per due voci e pianoforte.                                                                                           |
|      | Выходи ко мне, синьора (Esci da me, signora) | 1861                   | | |
|      | В крови горит огонь желанья (Nel sangue arde il fuoco del desiderio) | 1861                   | Aleksandr Puškin | Perduta |
| 2    | Quattro romanze 1 Щекою к щеке ты моей приложись (Guancia a guancia ti posi alla mia) 2 Восточный романс (Romanza orientale) 3 Колыбельная песня (Ninna nanna) 4 Из слëз моих (Dalle mie lacrime)                                                                                               | 1865-66                | Michail Michajlov da Heinrich Heine Aleksej Kol'cov Lev Mej Michail Michajlov da Heinrich Heine                                                                     | La parte per pianoforte della n. 2 fu scritta da Milij Balakirev, la n. 3 fu riutilizzata in La boiarda Vera Šeloga. |
|      | Ты скоро меня позабудешь (Presto mi dimenticherai) | 1866                   | | Perduta. |
| 3    | Quattro romanze 1 Ель и пальма (L'abete e la palma) 2 Южная ночь (Notte del sud) 3 Ночевала тучка золотая (Dormiva la nuvola dorata) 4 На холмах Грузии (Nelle colline della Georgia) | 1866                   | Michail Michajlov da Heinrich Heine Nikolaj Ščerbina Michail Lermontov Aleksandr Puškin                                                                             | La n. 1 anche arrangiata per voce e orchestra.                                                                       |
| 4    | Quattro romanze 1 Что в имени тебе моем? (Cosa c'è per te nel mio nome?) 2 Гонец (Il messaggero) 3 В тëмной роще замолк соловей (Nel bosco oscuro l'usignolo tacque) 4 Тихо вечер догорает (Finisce quieta la sera)                                                                             | 1866                   | Aleksandr Puškin Michail Michajlov da Heinrich Heine Ivan Nikitin Afanasij Fet-Šenšin                                                                               | Le n. 3 e 4 anche arrangiate per voce e orchestra.                                                                   |
| 7    | Quattro romanze 1 Мой голос для тебя и ласковый, и томный (La mia voce per te è dolce e languida) 2 Еврейская песня (Canzone ebraica) 3 Свитезянка (La sirena del lago Sweitz) 4 Как небеса, твой взор блистает (Come i cieli, il tuo sguardo brilla)                                           | 1867                   | Aleksandr Puškin Lev Mej Lev Mej da Adam Mickiewicz Michail Lermontov                                                                                               | La n. 3 fu riutilizzata nella cantata omonima, op. 44.                                                               |
| 8    | Sei romanze 1 Где ты, там мысль моя летайет (Dove tu sei, là vola il mio pensiero) 2 Ночь (La notte) 3 Тайна (Il segreto) 4 Встань, сойди! (Alzati, vieni!) 5 В царстве розы и вина (Nel regno della rosa e del vino) 6 Я верю, я любим (Io lo credo, sono amato)                               | 1868-70                | Anonimo Aleksej Pleščeev Adelbert von Chamisso da Claude Fauriel (traduttore ignoto) Lev Mej Afanasij Fet-Šenšin da Georg Friedrich Daumer e Hāfez Aleksandr Puškin | La n. 2 anche arrangiata per voce e orchestra.                                                                       |
| 24   | Raccolta di cento canzoni popolari russe | 1875-76                | | |
| 25   | Due romanze 1 К моей песне (Alla mia canzone) 2 Когда гляжу тебе в глаза (Quando ti guardo negli occhi) | 1870-76                | Michail Michajlov da Heinrich Heine | |
|      | Quaranta canzoni popolari russe | 1875-82                | | In collaborazione con Tertij Filippov                                                                                |
| 26   | Quattro romanze 1 В порыве нежности сердечной (In un impeto di tenerezza del cuore) 2 Заклинание (Evocazione) 3 Для берегов отчизны дальной (Per le rive della patria lontana) 4 Песня Зюлейки (La canzone di Zjulejka)                                                                         | 1882                   | Ivan Kozlov da George Gordon Byron Aleksandr Puškin Ivan Kozlov da George Gordon Byron                                                                              | |
| 27   | Quattro romanze 1 Горними тихо летела душа небесами (Piano volava l'anima ai cieli montani) 2 Эхо (L'eco) 3 Ты и вы (Tu e voi) 4 Прости! Не помни дней паденья (Perdona! Non ricordare i giorni della caduta)                                                                                   | 1883                   | Aleksej Tolstoj Sergej Andreevskij da François Coppée Aleksandr Puškin Nikolaj Nekrasov                                                                             | |
| 39   | Quattro romanze 1 О, если б ты могла (Oh, se tu potessi) 2 Запад гаснет в дали бледно-розовой (L'occidente muore nel lontano rosa pallido) 3 На нивы желтыйе нисходит тишина (Il silenzio scende sui campi gialli) 4 Усни, печальный друг (Dormi, povero amico)                                 | 1897                   | Aleksej Tolstoj | |
| 40   | Quattro romanze 1 Когда волнуйеця желтеющая нива (Quando il campo ingiallito ondeggia) 2 По небу полуночи (Nel cielo di mezzanotte) 3 О чëм в тиши ночей (Di che nella notte calma) 4 Я в гроте ждал тебя в урочный час (Ti aspettavo nella grotta all'ora convenuta)                           | 1897                   | Michail Lermontov Apollon Majkov | |
| 41   | Quattro romanze 1 Неспящих солнце (Il sole degli insonni) 2 Мне грустно (Sono triste) 3 Люблю тебя, месяц: Мелодия с берегов Ганга (Ti amo, o luna: Melodia dalle rive del Gange) 4 Посмотри в свой вертоград (Guarda nella tua vigna)                                                          | 1897                   | Aleksej Tolstoj da George Gordon Byron Michail Lermontov Apollon Majkov                                                                                             | |
| 42   | Quattro romanze 1 Шëпот, робкое дыханье (Un sussurro, un timido sospiro) 2 Я пришëл к тебе с приветом (Sono venuto a salutarti) 3 Редеет облаков летучая гряда (Элегия) (Si assottiglia la striscia di nuvole in volo (Elegia)) 4 Моя баловница (La mia ragazza viziata)                        | 1897                   | Afanasij Fet-Šenšin Aleksandr Puškin Lev Mej da Adam Mickiewicz | |
| 43   | In primavera 1 Звонче жаворонка пенье (Il canto più forte dell'usignolo) 2 Не ветер вея с высоты (Non il vento che soffia dall'alto) 3 Свеж и душист твой роскошный венок (La tua ricca ghirlanda è fresca e profumata) 4 То было раннею весной (Era l'inizio della primavera)                  | 1897                   | Aleksej Tolstoj Afanasij Fet-Šenšin Aleksej Tolstoj | |
| 45   | Al poeta 1 Эхо (L'eco) 2 Искусство (L'arte) 3 Октава (Un'ottava) 4 Сомнение (Il dubbio) 5 Поэт (Il poeta) | 1897-99                | Aleksandr Puškin Apollon Majkov Aleksandr Puškin | |
| 46   | Presso il mare 1 Дробится, и плещет, и брызжет волна (S'infrange, e spruzza, e schizza l'onda) 2 Не пенится море, не плещет волна (Il mare no schiuma, non spruzza l'onda) 3 Колышется море (Ondeggia il mare) 4 Не верь мне, друг (Non credermi, amico) 5 Вздымаются волны (Si alzano le onde) | 1897                   | Aleksej Tolstoj | |
| 47   | Due duetti per mezzosoprano o baritono e soprano o tenore e pianoforte 1 Пан (Pan) 2 Песня песен (Il cantico dei cantici) | 1897                   | Apollon Majkov Lev Mej | Anche in arrangiamento per due voci e orchestra                                                                      |
| 49   | Due romanze per basso e pianoforte 1 Анчар (L'upas) 2 Пророк (Il profeta) | 1882, 1897 (revisione) | Aleksandr Puškin | Anche in arrangiamento per voce e orchestra                                                                          |
| 50   | Quattro romanze 1 Дева и солнце (La fanciulla e il sole) 2 Певец (Il cantante) 3 Тихо море голубое (Il quieto mare blu) 4 Ещë я полн, о друг мой милый (Sono ancora pieno, o mio caro amico) | 1897-98                | Apollon Majkov | |
| 51   | Cinque romanze 1 Медлительно влекутся дни мои (Lente passano le mie giornate) 2 Не пой, красавица, при мне (Non cantare, bella, su di me) 3 Цветок засохший (Un fiore essiccato) 4 Красавица (La bella) 5 Ненастный день потух (Il giorno di pioggia è finito)                                  | 1897                   | Aleksandr Puškin | |
| 52   | Due duetti 1 Горный ключ (La sorgente di montagna) 2 Angel and Demon (L'angelo e il demone) | 1897                   | Apollon Majkov | La n. 1 anche arrangiata per tre voci e orchestra come op. 52b                                                       |
| 53   | Libellule, per due soprani, mezzosoprano e pianoforte o orchestra | 1897                   | Aleksej Tolstoj | |
| 55   | Quattro romanze 1 Пробужденье (Risveglio) 2 Певец (A una ragazza greca) 3 Сновидение (Il sogno) 4 Я умер от счастья (Sono morto di felicità) | 1897-98                | Aleksandr Puškin Vasilij Žukovskij da Ludwig Uhland | |
| 56   | Due romanze 1 Нимфа (La ninfa) 2 Сон в летнюю ночь (Sogno d'una notte d'estate) | 1898                   | Apollon Majkov | Anche in arrangiamento per voce e orchestra                                                                          |

## Opere per coro
Le composizioni sono a cappella se non indicato diversamente.
| Opus | Titolo | Periodo | Testo                                                                                 | Note                                                              |
| ---- | --- | ------- | ------------------------------------------------------------------------------------- | ----------------------------------------------------------------- |
| 13   | Due cori 1 Тучки небесные (Le nuvole del cielo) 2 Ночевала тучка золотая (Dormiva la nuvola dorata) | 1874    | Michail Lermontov                                                                     | Per coro femminile.                                               |
| 14   | Quattro variazioni e fughetta (sul tema della canzone russa Le notti hanno stancato) | 1875    |                                                                                       | Per coro femminile e armonium o pianoforte.                       |
| 16   | Sei cori 1 На севере диком (Nel selvaggio nord) 2 Вакхическая песнь (Canto bacchico) 3 Старая песнь (Из лесов дремучих северных) (Canto antico (dai boschi sognanti del nord)) 4 Месяц плывëт и тих и спокоен (Va la luna calma e tranquilla) 5 Последняя туча рассеянной бури (L'ultima nuvola della tempesta sparsa) 6 Молитва (Владыка дней моих) (Preghiera (Regola dei miei giorni)) | 1876    | Michail Lermontov Aleksandr Puškin Aleksej Kol'cov Michail Lermontov Aleksandr Puškin |                                                                   |
| 18   | Due cori 1 Пред распятьем (Фуга в миксолидийском ладе) (Presso la croce (Fuga in modo misolidio)) 2 Татарский полон (Вариации на русскую тему в миксолидийском ладе) (La cattività tatara (Variazioni su un tema russo in modo misolidio)) | 1876    | Michail Lermontov Canto popolare                                                      |                                                                   |
| 19   | Quindici canzoni popolari russe | 1879    |                                                                                       |                                                                   |
| 20   | Poema di Aleksej, uomo di Dio | 1879    |                                                                                       | Per coro e orchestra.                                             |
| 21   | Gloria | 1879-80 |                                                                                       | Per coro e orchestra.                                             |
| 22   | Liturgia di San Giovanni Crisostomo | 1883    |                                                                                       |                                                                   |
| 22b  | Raccolta di arrangiamenti di musica sacra | 1883    |                                                                                       |                                                                   |
| 23   | Quattro cori 1 Крестьянская пирушка (Festa contadina) 2 Ворон к ворону летит (Il corvo al corvo vola) 3 Пленившись розой, соловей (Schiavo della rosa, l'usignolo) 4 Дайте бокалы (Date i calici) | 1876    | Aleksej Kol'cov Aleksandr Puškin Aleksej Kol'cov                                      | Per coro maschile e pianoforte.                                   |
|      | Te o Dio, noi preghiamo | 1883    |                                                                                       |                                                                   |
|      | Due cori 1 Репка (La rapa) 2 Котик (Il gattino) | 1884    |                                                                                       | Per coro di bambini. Incompiuti.                                  |
| 44   | La rusalka del lago Switez | 1897    | Lev Mej da Adam Mickiewicz                                                            | Per soprano, tenore, coro e orchestra.                            |
| 58   | Canto di Oleg il saggio | 1899    | Aleksandr Puškin                                                                      | Per tenore, basso, coro maschile e orchestra.                     |
| 60   | Una pagina di Omero, preludio-cantata | 1901    | Omero                                                                                 | Per soprano, mezzosoprano, contralto, coro femminile e orchestra. |

## Arrangiamenti, revisioni e completamenti di lavori di altri compositori
| Compositore            | Titolo                                                                  | Periodo       | Note |
| ---------------------- | ----------------------------------------------------------------------- | ------------- | --- |
| Ludwig van Beethoven   | Egmont, musica di scena per soprano e orchestra                         |               | Arrangiamento per banda militare.                                                                                        |
| Aleksandr Borodin      | Mlada, atto IV                                                          | 1890          | Estratti rivisti e orchestrati per esecuzione in concerto.                                                               |
| Aleksandr Borodin      | Il principe Igor'                                                       | 1879-88       | Revisione del Prologo e della prima scena dell'atto I. Completamento e orchestrazione dell'opera con Aleksandr Glazunov. |
| Aleksandr Borodin      | Quartetto per archi n. 2                                                | 1887          | Arrangiamento del Notturno per violino e orchestra.                                                                      |
| Aleksandr Borodin      | Sinfonia n. 1                                                           |               | Revisione e cura dell'edizione con Aleksandr Glazunov.                                                                   |
| Aleksandr Borodin      | Sinfonia n. 2                                                           |               | Revisione e cura dell'edizione con Aleksandr Glazunov.                                                                   |
| Aleksandr Borodin      | Il mare, canzone per voce e pianoforte, arrangiata per voce e orchestra | 1906          | Completamento e orchestrazione.                                                                                          |
| Cezar' Kjui            | William Ratcliff                                                        | 1868, 1884    | Orchestrazione della prima scena, riorchestrazione delle introduzioni degli atti I e III.                                |
| Aleksandr Dargomyžskij | Rogdana                                                                 | 1873          | Orchestrazione del coro delle fanciulle.                                                                                 |
| Aleksandr Dargomyžskij | Il convitato di pietra                                                  | 1869-70, 1903 | Orchestrazione dell'opera completata da Cezar' Kjui (revisionata nel 1899 e nel 1902), composizione dell'Introduzione.   |
| Michail Glinka         | Una vita per lo Zar                                                     | 1881, 1907    | Revisione e cura dell'edizione con Milij Balakirev e Anatolij Ljadov, poi con Aleksandr Glazunov.                        |
| Michail Glinka         | Jota aragonesa, capriccio brillante per orchestra                       | 1901          | Revisione e cura dell'edizione con Aleksandr Glazunov.                                                                   |
| Michail Glinka         | Kamarinskaja, per orchestra                                             | 1902          | Revisione e cura dell'edizione con Aleksandr Glazunov.                                                                   |
| Michail Glinka         | Il principe Cholmskij, musica di scena per voci e orchestra             | 1902          | Revisione e cura dell'edizione con Aleksandr Glazunov.                                                                   |
| Michail Glinka         | Ruslan e Ljudmila                                                       | 1876,1878     | Riorchestrazione della musica per banda, revisione e cura dell'edizione con Milij Balakirev e Anatolij Ljadov.           |
| Michail Glinka         | Souvenir d’une nuit d’été à Madrid, per orchestra                       | 1901          | Revisione e cura dell'edizione con Aleksandr Glazunov.                                                                   |
| Michail Glinka         | Valzer-fantasia, per orchestra                                          | 1901          | Revisione e cura dell'edizione con Aleksandr Glazunov.                                                                   |
| Georg Friedrich Händel | Sansone                                                                 | 1875-76       | Orchestrazione di sette pezzi, in collaborazione con gli studenti del conservatorio di San Pietroburgo.                  |
| Felix Mendelssohn      | Sogno di una notte di mezza estate                                      |               | Arrangiamento del Notturno e della Marcia nuziale per banda militare.                                                    |
| Leopold von Meyer      | Marcia marocchina                                                       |               | Arrangiamento per banda militare dopo l'orchestrazione di Hector Berlioz.                                                |
| Giacomo Meyerbeer      | Il profeta                                                              |               | Arrangiamento della Marcia d'incoronazione per banda militare.                                                           |
| Giacomo Meyerbeer      | Gli ugonotti                                                            |               | Arrangiamento della scena della cospirazione per banda militare.                                                         |
| Giacomo Meyerbeer      | Roberto il diavolo                                                      |               | Arrangiamento dell'aria di Isabella per clarinetto e banda militare.                                                     |
| Modest Musorgskij      | Boris Godunov                                                           | 1892-96       | Revisione e riorchestrazione (revisionata nel 1906-07).                                                                  |
| Modest Musorgskij      | La ninna nanna di Erëmuška, canzone per voce e pianoforte               | 1906          | Arrangiamento per voce e orchestra.                                                                                      |
| Modest Musorgskij      | Raccogliendo funghi, canzone per voce e pianoforte                      | 1906          | Arrangiamento per voce e orchestra.                                                                                      |
| Modest Musorgskij      | Hopak, canzone per voce e pianoforte                                    | 1906          | Arrangiamento per voce e orchestra.                                                                                      |
| Modest Musorgskij      | Chovanščina                                                             | 1879-83       | Completamento, orchestrazione e cura dell'edizione.                                                                      |
| Modest Musorgskij      | Una notte sul Monte Calvo                                               | 1886          | Riorchestrazione e cura dell'edizione.                                                                                   |
| Modest Musorgskij      | La distruzione di Sennacherib, per coro e orchestra                     | 1874, 1894    | Orchestrazione del trio, Riorchestrazione e cura dell'edizione.                                                          |
| Modest Musorgskij      | Il matrimonio                                                           | 1906          | Orchestrazione parziale e cura dell'edizione.                                                                            |
| Modest Musorgskij      | Con la balia, canzone per voce e pianoforte                             | 1908          | Revisione e cura dell'edizione.                                                                                          |
| Franz Schubert         | Grande marche héroïque, per pianoforte a quattro mani                   | 1868          | Arrangiamento per orchestra.                                                                                             |
| Robert Schumann        | Carnaval, per pianoforte                                                |               | Arrangiamento di pezzi per orchestra.                                                                                    |
| Richard Wagner         | Lohengrin                                                               |               | Arrangiamento del preludio per banda militare.                                                                           |